# Christoph Meier (Schwimmer)
Christoph Meier (* 3. Januar 1993 in Vaduz) ist ein Liechtensteiner Schwimmer.

## Leben
Meier nahm an den  Schwimmweltmeisterschaften 2015, 2017 und 2019 teil. Außerdem trat er bei den Olympischen Sommerspielen 2016 in Rio de Janeiro im Wettkampf über 400 m Lagen an und belegte dort den 22. Platz. Bei der Abschlussfeier war er Fahnenträger der Mannschaft aus Liechtenstein.
Bei den Spielen der kleinen Staaten von Europa konnte er bisher einige Medaillen in unterschiedlichen Disziplinen gewinnen.